# Dioscorea rusbyi
Dioscorea rusbyi är en enhjärtbladig växtart som beskrevs av Edwin Burton Uline. Dioscorea rusbyi ingår i släktet Dioscorea och familjen Dioscoreaceae. Inga underarter finns listade i Catalogue of Life.